# Nicolas Rabon
Nicolas Rabon, dit aussi Nicolas Rabon fils, né à Paris le 12 juillet 1644 et mort à Ermont, chez son frère Guillaume curé de la paroisse, le 25 février 1686, est un peintre français.

## Biographie
Nicolas Rabon est le fils du peintre Pierre Rabon originaire du Havre.
En 1665-1666, sur le thème La renommée annonçant aux quatre parties du monde les merveilles du règne de Louis XIV et leur présentant son portrait, Nicolas Rabon obtient un troisième prix de Rome en peinture et en 1667 sur le thème Rachats par le Roi de tous les esclaves chrétiens de toute nation fait sur les côtes d'Afrique il est premier prix de Rome. Il est envoyé à Rome.
Le 20 octobre 1671 il reçoit 600 livres pour un tableau représentant le roi à cheval.
Membre de l'académie le 16 janvier 1681.

## Œuvres dans les musées
- Supplément à la première tenture de l'Histoire de Constantin : La Vision, d'après [Raphaël (peintre)|Raphaël] (1483-1520), tapisserie exécutée à la manufacture des Gobelins, château royal de Fontainebleau[5]

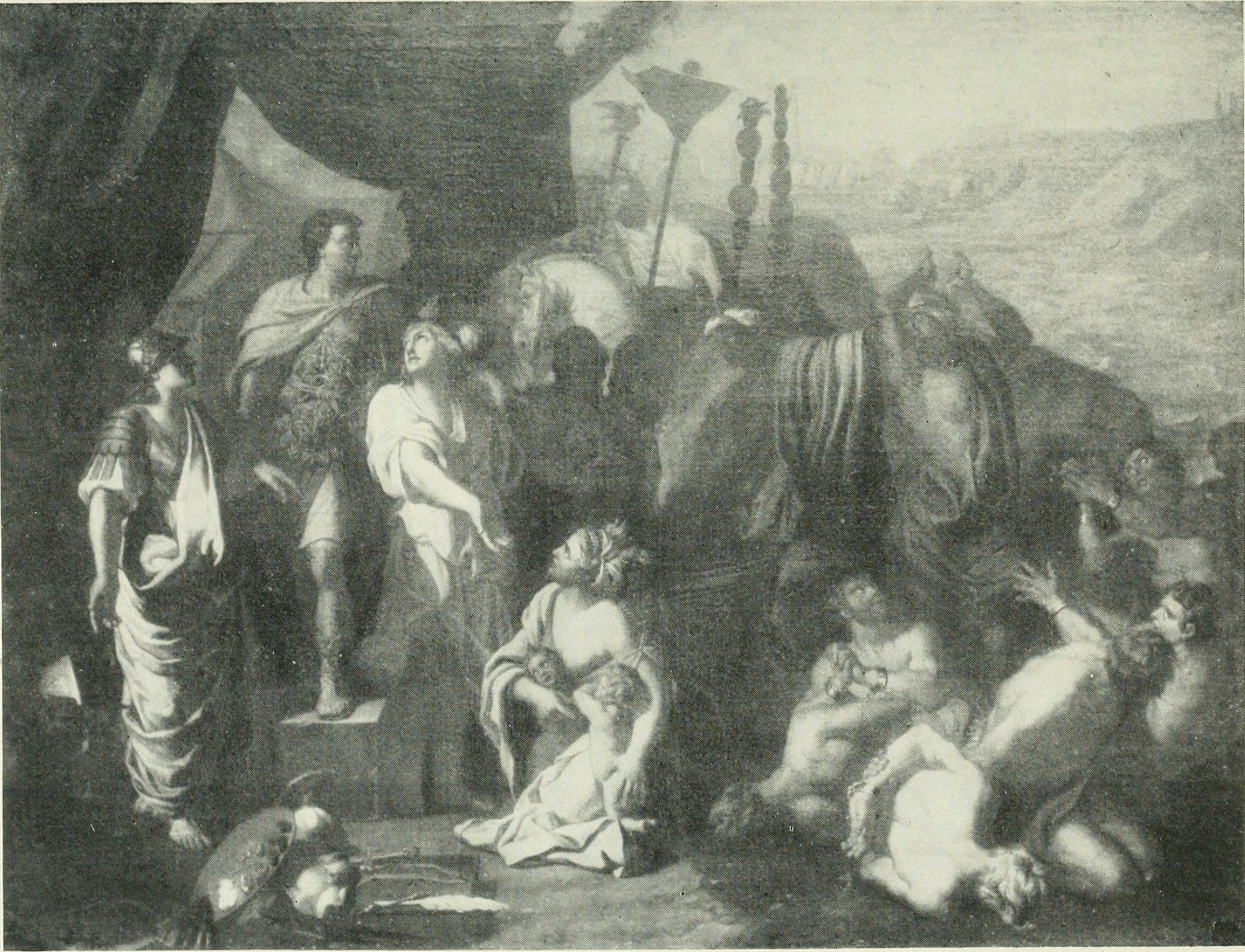
Louis XIV rachetant les esclaves chrétiens d'Afrique